# Edward Hincks

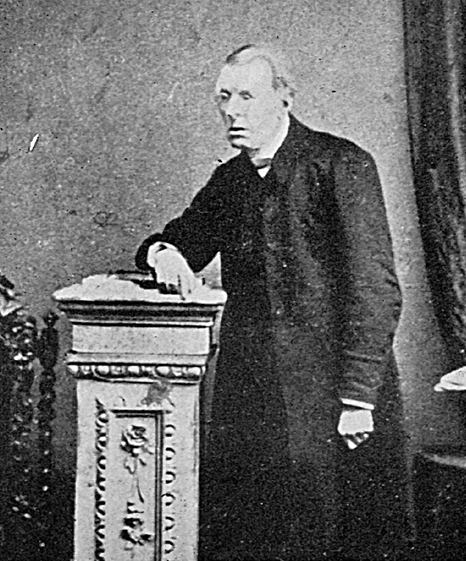
Edward Hincks

Edward Hincks (* 19. August 1792 in Cork, Irland; † 3. Dezember 1866 in Killyleagh) war ein irischer Ägyptologe, Assyriologe und einer der frühesten Entzifferer der Keilschrift.

## Leben
Edward Hincks war der älteste Sohn des presbyterianischen Pfarrers Thomas Dix Hincks (1767–1857), der sich auch als Altphilologe einen Namen machte und später Professor für Orientalische Sprachen wurde.

### Fellow des Trinity College und Rektor in Ardtrea
Edward Hincks studierte von 1807 bis 1812 Theologie (Promotion zum Doctor of Divinity, D.D.) und Klassische Philologie (M.A.) am Trinity College in Dublin. Schon als Student erregte er durch seine vielseitigen Begabungen Aufsehen. Neben seinen philologischen und theologischen Studien befasste er sich insbesondere mit Mathematik. 1813, erst 20 Jahre alt, wurde er zum Fellow gewählt.
1819 übertrug das Trinity College Hincks das Amt des Rektors in Ardtrea in der Grafschaft Tyrone. Die dortige Pfarrei der anglikanischen Diocese of Armagh der Church of Ireland unterlag dem Präsentationsrecht („University Patronage“) des Trinity College. Dieses pflegte die Stelle einem verdienten Fellow zu überweisen, der Abstand vom anstrengenden Lehrbetrieb nehmen und sich seinen Forschungen widmen wollte. Denn ein „church living“ („kirchliches Auskommen“) wie das in Ardtrea war zwar keine Sinekure im strengen Sinne, die seelsorglichen Aufgaben blieben in einer solchen „light duty parish“ jedoch überschaubar. Das church living in Ardtrea zählte zu den höchstdotierten Irlands. In Ardtrea befasste sich Hincks vor allem mit mathematischen und kryptologischen Problemen und gewann 1822 ein im Quarterly Journal of Science, Literature and the Arts der Royal Institution veröffentlichtes kryptologisches Preisausschreiben.
Edward Hincks heiratete 1824 Jane Dorothea Boyd (1792–1870). Sie hatten vier Töchter.

### Rektor in Killyleagh und ägyptologische und assyriologische Forschungen
Aufgrund der abgelegenen Lage im Norden des Landes erwies es sich als auf Dauer schwierig, sich von Ardtrea aus an den akademischen und intellektuellen Debatten im fernen Dublin zu beteiligen. Dies bewog Hincks, 1825 in das ebenfalls als University Patronage dotierte Rektorat im leichter zu erreichenden Killyleagh in der Grafschaft Down zu wechseln. Dort lebte und arbeitete er 41 Jahre lang, bis zu seinem Tode.

#### Ägyptologische Studien
Zur Ägyptologie kam Hincks auf zwei Wegen. Über die Mathematik kam er zum Computus und zur Chronologie der altägyptischen Geschichte. Durch seine kryptologische Erfahrungen hatte er das Rüstzeug für seine hieroglyphischen Studien, mit denen er sich seit 1833 beschäftigte. Er veröffentlichte sie in 12 Abhandlungen im Dublin University Review und in den Memoirs der Royal Irish Academy. Als am 27. Januar 1835 in Gegenwart zahlreicher Wissenschaftler die Mumie der Takabuti, einer hochgestellten jungen Frau aus der Zeit der 25. Dynastie, im Ulster Museum in Belfast geöffnet wurde, oblag es Hincks, die Hieroglyphen zu lesen und zu übersetzen. Bahnbrechend war seine 1838 veröffentlichte Studie On the years and cycles used by the ancient Egyptians zum Ägyptischen Kalender. Bedeutsam sind auch seine Beiträge zur biblischen Chronologie.

#### Assyriologische Studien
Die Entdeckung der Überreste der Stadt Ninive im Jahr 1846 und die daraus resultierende Korrespondenz mit Austen Henry Layard brachte Hincks dazu, sich auch der Keilschrift zuzuwenden, bei deren Entzifferung er mit genialem Scharfsinn bahnbrechend wirkte. Er erkannte als erster den Silbencharakter der assyrischen Schrift. Er las die Namen Sanherib und Nebukadnezars, dazu eine große Anzahl nicht-assyrischer Eigennamen und erschloss viele Determinative, Wörter und Wendungen. Hincks Buch On Assyrian Verbs habe, so Archibald Henry Sayce, der erste Professor für Assyriologie in Oxford, „die Grundlagen für eine assyrische Grammatik“ gelegt. Wenn Keilschriften aus den Beständen des British Museum zu erschließen waren, wurden Abschriften bzw. Abdrücke der Tafeln an Henry Creswicke Rawlinson, an Julius Oppert und an Edward Hincks geschickt, die „Heilige Dreifaltigkeit der Keilschriften“, wie sie scherzhaft-bewunderungsvoll genannt wurden. Anschließend wurden deren Übersetzungen miteinander verglichen. Die versiegelten Umschläge mit den Antworten wurden nicht geöffnet, bis nicht der Brief von Hincks eingegangen war – ein Ausdruck der Hochschätzung seiner Arbeit.

### Eine Studierstube in der Provinz, weltweit vernetzt
Es ist bemerkenswert, dass Edward Hincks seine Leistungen in seiner Studierstube vollbrachte. Wenn überhaupt, verließ er Irland nur zu Studienreisen ins British Museum, darunter ein längerer, 15-monatiger Aufenthalt zur Arbeit an der assyrischen Grammatik. Er unternahm keine Ausgrabungen, ihm fehlte der Ruhm der Entdeckers. Infolgedessen war er in der Öffentlichkeit kaum bekannt; unter den Fachkollegen jedoch umso mehr geschätzt. Er korrespondierte mit Dutzenden von Kollegen; seine von Kevin J. Cathcart edierten Korrespondenzen sind eine bedeutende wissenschaftsgeschichtliche Quellen. Viele Archäologen, wie etwa Austen Henry Layard, und Epigraphiker reisten nach Killyleagh und suchten seinen Rat bei der Entziffererung und Deutung von Texten. Hincks war Mitglied der Belfast Natural History and Philosophical Society und der Royal Irish Academy. Denn er beschäftigte sich auch mit der irischen Geschichte und mit der Interpretation archäologischer Funde in Irland. Seine Aufsätze dazu publizierte er in den Transactions of the Royal Irish Academy.
Wie sehr er auch als Rektor ganz und gar Wissenschaftler war, schildern die Anekdoten, die in Killyleagh umliefen. So habe er einmal einen Gottesdienst kurz unterbrochen, um in der Sakristei die Lösung einer Entzifferungsaufgabe zu notieren, mit der er sich vor dem Gottesdienst befasst hatte und die ihm währenddessen eingekommen war. Er arbeitete bis zum letzten Tag. Am Tag vor seinem Tode hatte er noch einen Beitrag für deren nächsten Monatsbericht an die Königlich-Preußische Akademie der Wissenschaften geschickt, der postum veröffentlicht wurde.
Edward Hincks wurde auf dem Friedhof neben „seiner“ Kirche in Killyleagh begraben.

## Ehrungen
- 1848 verlieh die Royal Irish Academy ihm ihre höchste Auszeichnung, die Cunningham Medal.
- Die Royal Asiatic Society of Great Britain and Ireland wählte ihn 1856 zum Ehrenmitglied.
- Auf Vorschlag der britischen Regierung wurde ihm von Königin Victoria eine Civil List pension zuerkannt, eine aus der Zivilliste des Königshauses gezahlte (bescheidene) Ehrenrente für besondere Verdienste.
- Wegen seiner wissenschaftlichen Verdienste um die Entzifferung der Keilschrift wurde Hincks am 31. Mai 1863 in den preußischen Orden Pour le Mérite für Wissenschaft und Künste als ausländisches Mitglied aufgenommen.[22]
- Im Handschriftenlesesaal des Trinity College erinnert ein Gemälde an ihn.
- In Killyleagh wurde 1966, zu seinem 100. Todestag, eine Gedenktafel enthüllt. In der dortigen Kirche ist er auf einem Kirchenfenster dargestellt.

## Schriften (Auswahl)
- On the years and cycles used by the ancient Egyptians. R. Griasberry, Dublin 1838 (Sonderdruck aus den Transactions of the Royal Irish Academy, Jg. 18).
- Catalogue of the Egyptian manuscripts in the library of Trinity college, Dublin. University Press, Dublin 1843.
- On Assyrian Verbs. In: Journal of Sacred Literature and Biblical Record. Bd. 1, Nr. 2, Juli 1855, ZDB-ID 425949-x, S. 381–393; Bd. 2, Nr. 3, Oktober 1855, S. 141–162; Bd. 3, Nr. 5, April 1856, S. 152–171; Bd. 3, Nr. 6, Juli 1856, S. 392–403.
- On Manetho's Chronology of the New Kingdom. In: Journal of the Royal Asiatic Society of Great Britain and Ireland. Bd. 18, 1861, S. 378–392.
- Specimen Chapters of an Assyrian Grammar. In: Journal of the Royal Asiatic Society of Great Britain and Ireland. NS Bd. 2, Nr. 2, April 1866, S. 480–519, doi:10.1017/S0035869X00161155, (Sonderabdruck: The Royal Asiatic Society of Great Britain and Ireland, London 1866, (Digitalisat)).
- On a newly discovered record of ancient lunar Eclipses. In: Monatsbericht der Königlich Preussischen Akademie der Wissenschaften zu Berlin, Jg. 1866, S. 647–655.
- Kevin J. Cathcart (Hg.): The Correspondence of Edward Hincks. 3 Bände. University College Dublin Press, Dublin 2007–2009;
  - Band 1: 1818–1849. 2007. ISBN 978-1-904558-70-5
  - Band 2: 1850–1856. 2008. ISBN 978-1-904558-71-2
  - Band 3: 1857–1866. 2009. ISBN 978-1-904558-72-9